# Діер-Крік (Оклахома)
Діер-Крік (англ. Deer Creek) — місто (англ. town) в США, в окрузі Грант штату Оклахома. Населення — 78 осіб (2020).

## Географія
Діер-Крік розташований за координатами 36°48′24″ пн. ш. 97°31′10″ зх. д. / 36.80667° пн. ш. 97.51944° зх. д. (36.806729, -97.519327).  За даними Бюро перепису населення США в 2010 році місто мало площу 0,36 км², уся площа — суходіл.

## Демографія
Згідно з переписом 2010 року, у місті мешкало 130 осіб у 46 домогосподарствах у складі 32 родин. Густота населення становила 365 осіб/км².  Було 70 помешкань (196/км²).
Расовий склад населення:
| - 90,0 % — білих - 3,8 % — корінних американців - 1,5 % — осіб інших рас |

До двох чи більше рас належало 4,6 %. Частка іспаномовних становила 2,3 % від усіх жителів.
За віковим діапазоном населення розподілялося таким чином: 30,0 % — особи молодші 18 років, 49,2 % — особи у віці 18—64 років, 20,8 % — особи у віці 65 років та старші. Медіана віку мешканця становила 39,0 року. На 100 осіб жіночої статі у місті припадало 109,7 чоловіків;  на 100 жінок у віці від 18 років та старших — 93,6 чоловіків також старших 18 років.
Середній дохід на одне домашнє господарство  становив 50 792 долари США (медіана — 53 036), а середній дохід на одну сім'ю — 54 020 доларів (медіана — 60 625). За межею бідності перебувало 14,0 % осіб, у тому числі 7,3 % дітей у віці до 18 років та 0,0 % осіб у віці 65 років та старших.
Цивільне працевлаштоване населення становило 58 осіб. Основні галузі зайнятості: освіта, охорона здоров'я та соціальна допомога — 31,0 %, сільське господарство, лісництво, риболовля — 29,3 %, будівництво — 15,5 %, фінанси, страхування та нерухомість — 12,1 %.